# Markus Bapst
Markus Bapst (* 28. März 1961) ist ein Schweizer Politiker (Die Mitte, vormals CVP) und Unternehmer.
Markus Bapst war von 2011 bis 2016 Gemeinderat von Düdingen. Er war von 1999 bis 2019 Mitglied des Grossen Rats des Kantons Freiburg.
Bapst ist diplomierter Biologe, Gründer und Partner der Triform SA in Freiburg.